# Eupatorium umbelliforme
Eupatorium umbelliforme là một loài thực vật có hoa trong họ Cúc. Loài này được Dusén mô tả khoa học đầu tiên năm 1933.